# Грузовое судно
Грузовы́м су́дном, согласно определению конвенции СОЛАС (п.g[прояснить] Правила 2 Главы I), является судно, не являющееся пассажирским.
Практика применения конвенции СОЛАС показывает, что требования этого документа не применяют к рыболовным судам только в случае, если они ничем иным, кроме добычи морских биоресурсов, заниматься не могут. Если такое судно оборудовано, например, рефрижераторными трюмами, то есть в состоянии перевозить, скажем, замороженных цыплят, оно будет рассматриваться как грузовое.

## Типы

### Сухогрузы
Сухогруз — общее название судов, предназначенных для перевозки твёрдых, навалочных, и тарно-штучных грузов, в том числе контейнеров и жидких грузов в таре. Включает в себя универсальные суда для генеральных грузов, оборудованные погрузочно-разгрузочными средствами, суда для перевозки массовых грузов, балкеры дедвейтом менее 12 тысяч тонн, некоторые другие суда, к примеру, агломератовозы.

### Балкеры
Балкер (также навалочник) — судно для перевозки сыпучих грузов навалом в трюме (то есть без тары). Балкеры используются для перевозки руды, угля, цемента. Помимо универсальных балкеров существуют специализированные, оборудованные для перевозки определённых видов грузов, например рудовозы, цементовозы. Существуют суда, способные одновременно перевозить и насыпные, и наливные грузы (то есть являющиеся одновременно и балкером, и танкером), например нефтерудовозы.

### Контейнеровозы
Контейнеровоз — судно для перевозки грузов в стандартизированных контейнерах.

### Ролкеры

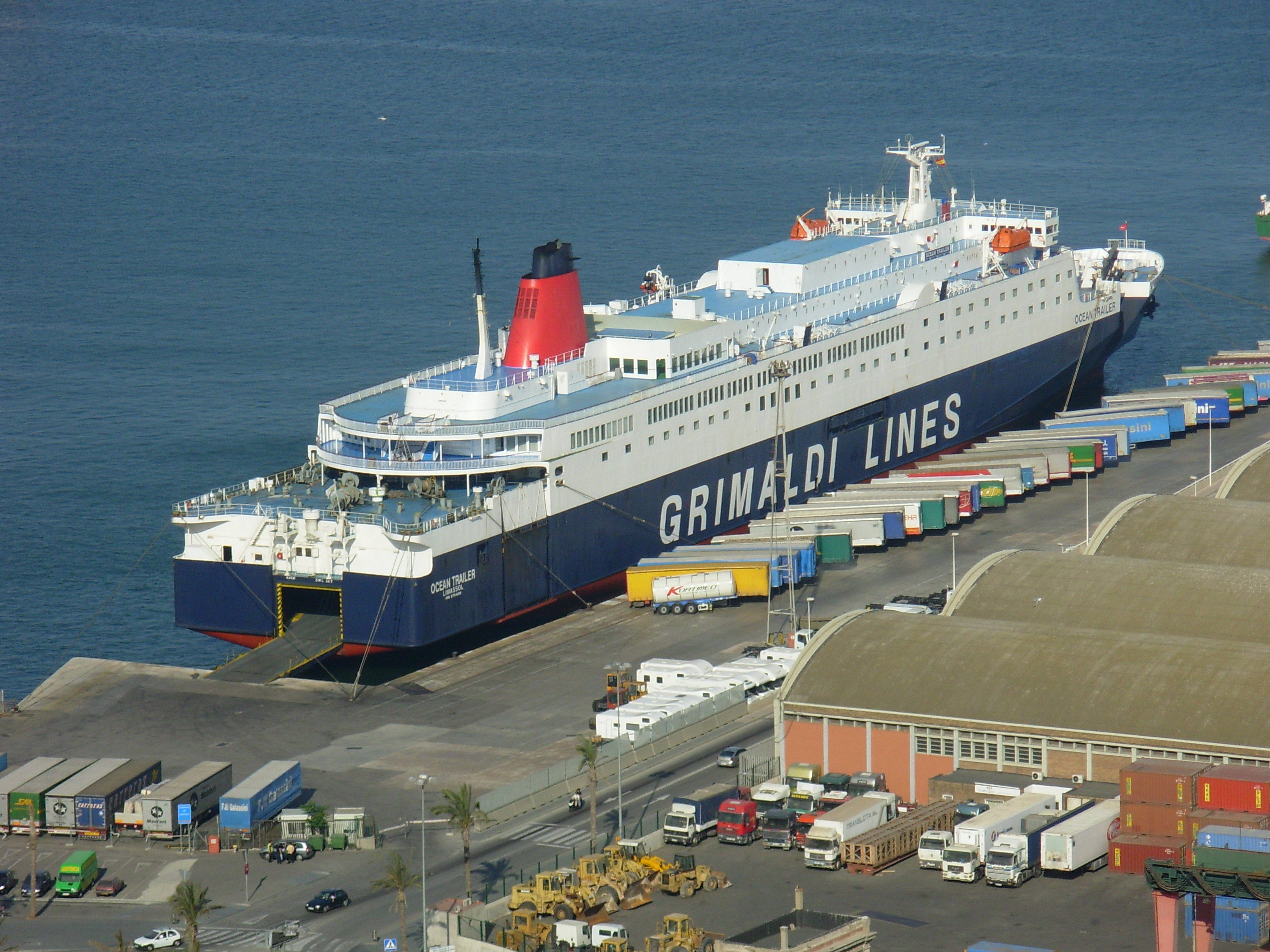
Ролкер в порту Барселоны

Ролкер (судно типа ро-ро) — судно с горизонтальным способом погрузки и выгрузки. Ролкеры чаще всего используются для перевозки (грузовых) автомобилей и другой колёсной техники. Основное преимущество ролкера — быстрота разгрузки и погрузки судна. Для этих операций не нужны подъёмные краны, грузовые автомобили с грузом просто заезжают/выезжают на грузовые палубы судна по аппарели.

### Лихтеровозы
Лихтеровоз — судно, перевозящее специальные баржи (лихтеры). Лихтеровозы часто используют там, где большие суда не могут подойти к причалу из-за недостаточной глубины (или по другой причине). Лихтеры загружают у причала, транспортируют буксиром к лихтеровозу и поднимают на борт лихтеровоза. Разгрузка производится в обратном порядке.
В России существует единственный в мире атомный лихтеровоз «Севморпуть» обслуживающий посёлки Северного Ледовитого океана. Этот лихтеровоз входит в состав ФГУП Атомфлот госкорпорации Росатом.

### Танкеры
Танкер — судно для перевозки наливных грузов.

### Рефрижераторное судно
Рефрижераторное судно — судно, трюмы которого оборудованы охлаждающими установками. Рефрижераторные суда используются для перевозки скоропортящихся продуктов питания. Из-за этого среди моряков они получили прозвище «банановозы».

## Классификация по размерам
Существует мировая классификация грузовых судов по размерам.
Она опирается на возможности портов и терминалов по приёму судов разного размера и на пропускных способностях наиболее важных каналов (Суэцкого и Панамского). Существует несколько трактовок этих классов — шкала Ллойда, шкала AFRA, шкала гибкого рынка.

| Название и расшифровка                                                                                         | Альтернативное название                                             | Характеристики шкал (дедвейт в тоннах) | Характеристики шкал (дедвейт в тоннах) | Характеристики шкал (дедвейт в тоннах) | Описание | Пример       |
| Название и расшифровка                                                                                         | Альтернативное название                                             | Ллойда                                 | AFRA                                   | гибкого рынка                          | Описание | Пример       |
| --- | ------------------------------------------------------------------- | -------------------------------------- | -------------------------------------- | -------------------------------------- | --- | ------------ |
| ULCC: Ultra Large Crude Carriers (Ультра Крупные Перевозчики Нефти)                                            | ULCC: Ultra Large Crude Carriers (Ультра Крупные Перевозчики Нефти) | 300—550 тыс.                           | 320—550 тыс.                           | 320—550 тыс.                           | Нефтеналивные танкеры очень большого размера, перевозящие сырую нефть на большие расстояния. Маршруты перевозки берут начало в Персидском заливе и доставляют нефть в Европу, Америку, Юго-восточную Азию. Из-за того, что таким большим судам невозможно пройти через Суэцкий канал, они, как правило огибают Африку, проходя через Мыс Доброй Надежды. Опять таки из-за больших размеров, эти суда не могут разгрузиться в обычных портах и их принимают специально построенные терминалы | Knock Nevis  |
| VLCC: Very Large Crude Carriers (Очень Крупные Перевозчики Нефти)                                              | VLCC: Very Large Crude Carriers (Очень Крупные Перевозчики Нефти)   | 200—300 тыс.                           | 160—320 тыс.                           | 200—320 тыс.                           | Следуют маршрутом, аналогичным маршрутам более крупных танкеров, но из-за меньшего размера обладают гибкостью в выборе портов. Это позволяет судам VLCC выполнять маршруты к портам Средиземноморья, Западной Африки и достигать северных Морских Терминалов. К тому же такие танкеры могут возвращаться с балластом через Суэцкий канал. | Эксон Валдиз |
| Suezmax | AFRA: LR2 (Large Range 2)                                           | 180—200 тыс.                           | 80—160 тыс.                            | 120—200 тыс.                           | По состоянию на 2012 год Суэцкий канал проходят суда дедвейтом до 200 тыс. тонн, более крупные суда могут пройти в балласте. Существуют планы по расширению канала для пропуска судов большей грузоподъёмности. |              |
| Афрамакс Lloyd: Capemax                                                                                        | AFRA: LR2 (Large Range 2)                                           | 100—180 тыс.                           | 80—160 тыс.                            | 80—120 тыс.                            | По состоянию на 2012 год Суэцкий канал проходят суда дедвейтом до 200 тыс. тонн, более крупные суда могут пройти в балласте. Существуют планы по расширению канала для пропуска судов большей грузоподъёмности. Исторически название возникло, когда такие суда не могли преодолеть этот канал и отправлялись с грузом в обход Африканского континента |              |
| Panamax | AFRA: LR1 (Large Range 1); Lloyd: Афрамакс                          | До 80 тыс.                             | 45—80 тыс.                             | 60—80 тыс.                             | Суда, имеющие предельные размеры для прохода через Панамский канал |              |
| Product tanker                                                                                                 | AFRA: Medium range tanker                                           | XXXXXXX                                | 25—45 тыс.                             | 60—80 тыс.                             | |              |
| Product tanker                                                                                                 | AFRA: General Purpose tanker                                        | XXXXXXX                                | 10—25 тыс.                             | 60—80 тыс.                             | |              |
| Отдельным классом для Lloyd являются танкеры Malaccamax, которые могут преодолеть Малаккский пролив в Малайзии |                                                                     |                                        |                                        |                                        | |              |

| Название    | Характеристика (дедвейт) в тоннах, приблизительно) | Описание |
| ----------- | -------------------------------------------------- | --- |
| Capesize    | 100—400 тыс.                                       | Самые крупные сухогрузы балкера, не предназначенные для навигации в (через) Панамском и Суэцком каналах. Осадка и другие характеристики варьируют. Класс имеет внутреннюю градацию (VLOC и VLBC).                                                                |
| Panamax     | 65—100 тыс.                                        | Суда, имеющие максимально допустимые габариты для прохождения панамского канала (длина 225,0 метров, ширина 32,25 метров, осадка 12,5 метров). Суда данного класса не оснащаются грузовыми кранами и имеют 7 трюмов. Максимальная осадка в грузу до 15,0 метров. |
| Supramax    | 50—70 тыс.                                         | Промежуточный класс между Handymax и Panamax. Оснащены кранами, имеют 5 трюмов. Максимальная осадка в грузу до 13,0 метров. |
| Handymax    | 35—45 тыс.                                         | Суда, оснащённые кранами и имеющие осадку в грузу до 12,0 метров. Как правило имеют 5 трюмов. |
| Handysize   | 20—35 тыс.                                         | Суда, оснащённые кранами и имеющие максимальную осадку в грузу до 10.0 метров. Как правило имеют 5 трюмов. |
| Минибалкеры | До 10 тыс.                                         | Небольшие морские сухогрузы для коротких и каботажных рейсов |